# 1620-1629
De jaren 1620-1629 (van de christelijke jaartelling) zijn een decennium in de 17e eeuw.

## Belangrijke gebeurtenissen

### Dertigjarige Oorlog
- 1620 : Slag op de Witte Berg. Het Keizerlijk leger onder leiding van Johan t'Serclaes van Tilly slaat de Boheemse Opstand neer. Keurvorst en tegenkoning van Bohemen Frederik V van de Palts vlucht naar Den Haag.
- 1621 : Koning Filips III van Spanje en Portugal sterft, hij wordt opgevolgd door zijn zoon Filips IV.
- 1622 : Keizerlijke troepen veroveren het Paltsgraafschap aan de Rijn.
- 1623 : Voor zijn bewezen diensten krijgt Maximiliaan I van Beieren de titel van keurvorst.
- 1624 : Kardinaal de Richelieu wordt eerste minister in Frankrijk.
- 1625 : Koning Jacobus I van Engeland sterft, hij wordt opgevolgd door zijn zoon Karel I.
- 1625 : Aanval op Cádiz. Een gezamenlijke vloot van Engelsen en Nederlanders vallen de Spaanse havenstad aan.
- 1625 : Christiaan IV van Denemarken steunt de protestanten.
- 1626 : Slag bij Dessau. Het keizerlijk leger onder leiding van Albrecht von Wallenstein verslaat de protestanten.
- 1627-1628 : Beleg van La Rochelle. Richelieu verslaat de hugenoten.
- 1628 : Mantuaanse Successieoorlog. Hertog Vincenzo II Gonzaga sterft kinderloos, de Spaanse weg komt in gevaar.
- 1628 : Beleg van Stralsund. De Denen krijgen steun van de Zweden. Wallenstein kan de stad niet innemen.
- 1629 : Vrede van Lübeck. De Denen moeten hun vijandelijkheden staken.
- In Duitsland is het de Kipper- und Wipperzeit. Schaarste aan edelmetaal veroorzaakt geldschaarste, die wordt opgelost door het snoeien van rijksmunten om plaatselijk geld aan te munten.

### Tachtigjarige Oorlog

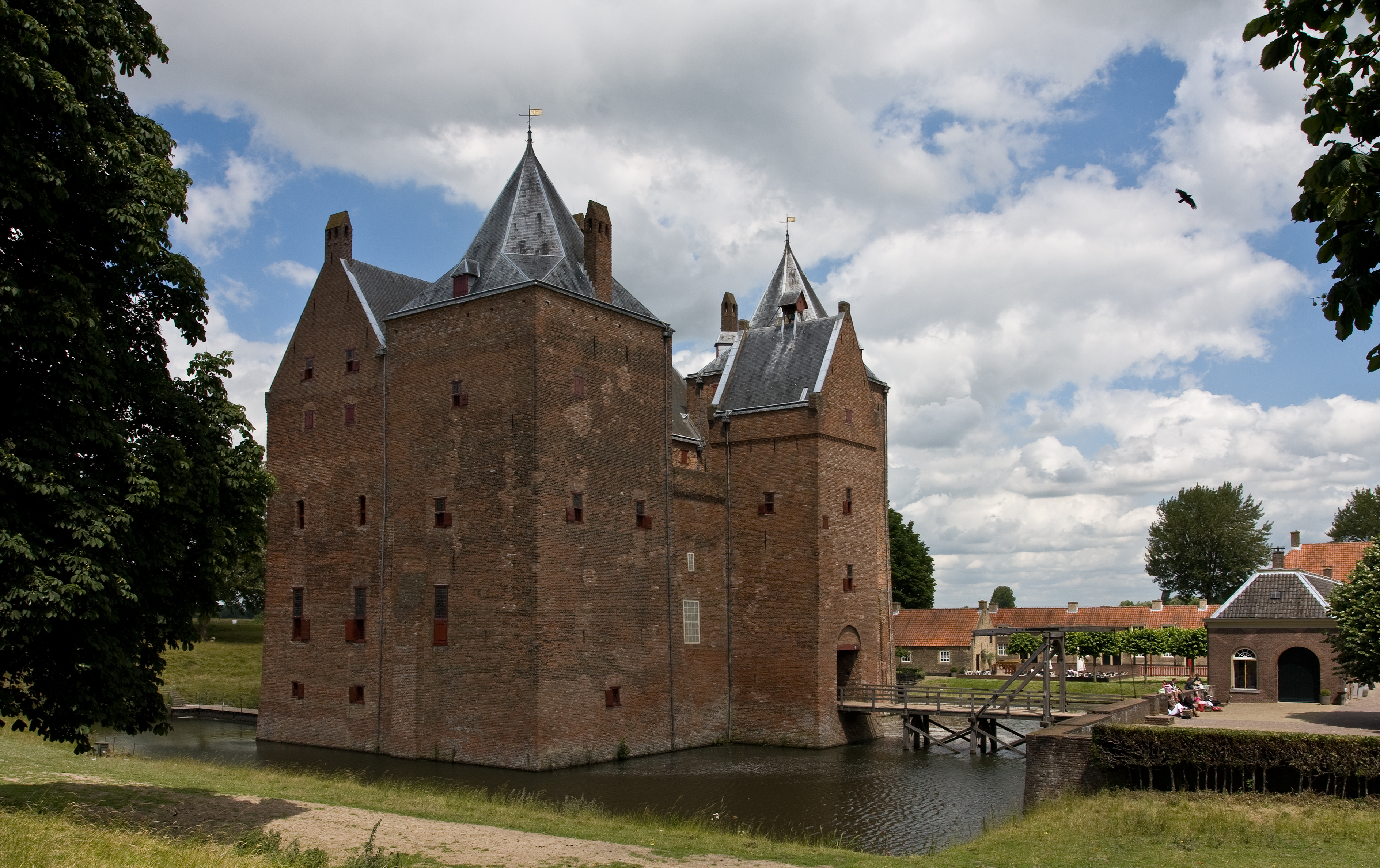
Slot Loevestein waaruit Hugo de Groot ontsnapte.

- 1621 : Landvoogd Albrecht van Oostenrijk sterft, de strijd tussen de Republiek en Spanje wordt hervat. Vanaf die tijd begint ook een economische neergang in de Republiek door onder andere het opnieuw invoeren van handelsembargo's, opvoeren van blokkades van grote rivieren en aanvallen door kapers. De belastingen worden verzwaard om het eigen leger te versterken. De crisis wordt nog eens verergerd doordat de Republiek geen financiële steun meer krijgt van Frankrijk en Engeland.
- 1621 : De ontsnapping van Hugo de Groot uit Slot Loevestein in Woudrichem. Na een overnachting in Loveren vertrekt hij naar Antwerpen.
- 1622 : Beleg van Bergen op Zoom. De Spaanse legeraanvoerder Ambrogio Spinola slaagt er niet in de stad te veroveren.
- 1624-1625 : Beleg van Breda. Spanje verovert de stad Breda.
- 1625 : Prins Maurits van Oranje sterft, zijn halfbroer Frederik Hendrik volgt hem op als stadhouder en kapitein-generaal.
- 1626 - Beleg van Oldenzaal. De Friese stadhouder Ernst Casimir van Nassau-Dietz herovert voor de Republiek der Zeven Verenigde Nederlanden de stad Oldenzaal.
- 1627 : Beleg van Groenlo. Inname van de stad Groenlo door het staatse leger.
- 1629 : Beleg van 's-Hertogenbosch. Inname van de stad door de Republiek.

### Wereldhandel en kolonies
- 1620 : Oprichting van Deens-India.

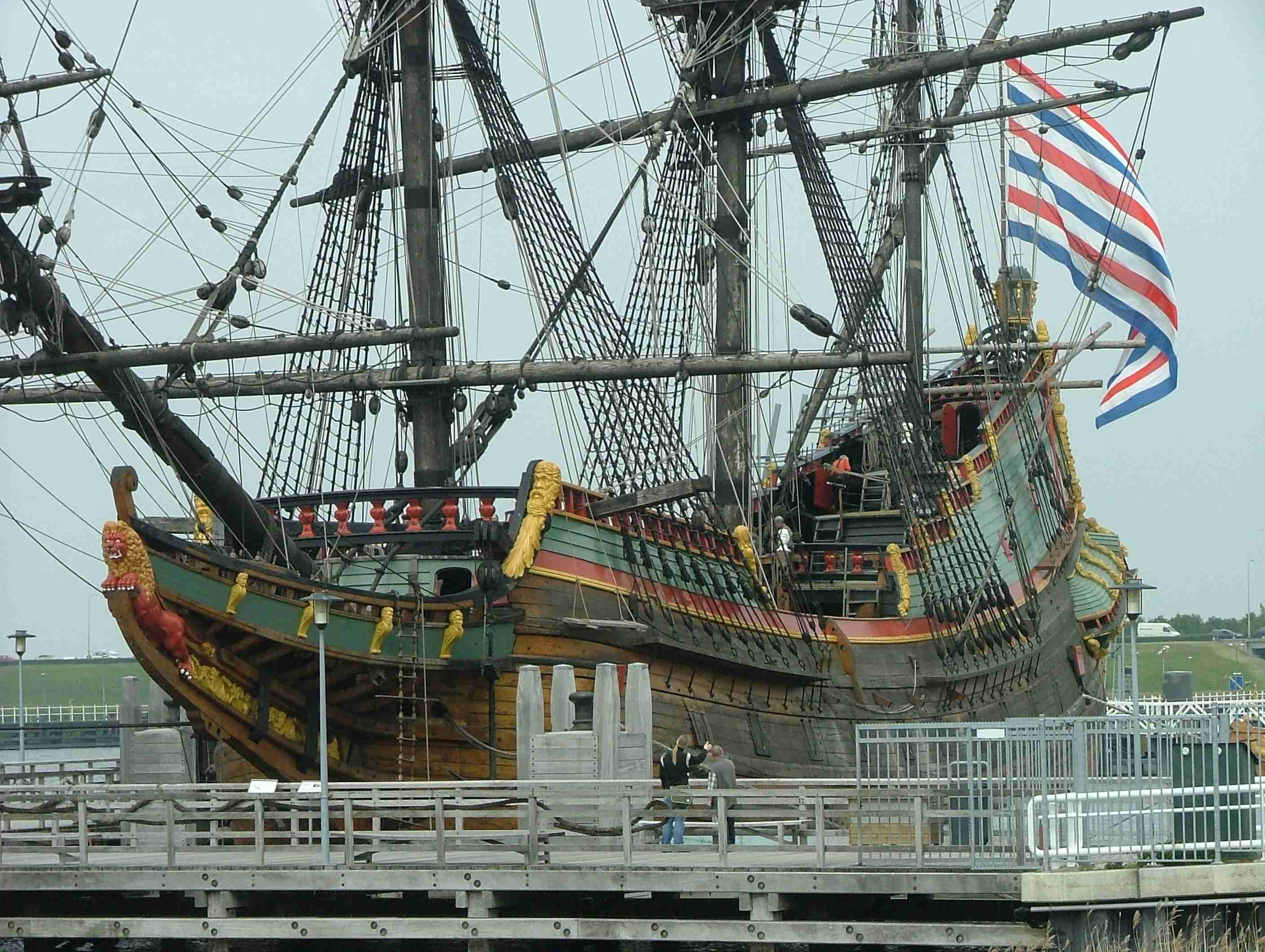
Replica van de Batavia

- 1621 : De West-Indische Compagnie of WIC wordt opgericht door de Staten-Generaal.
- 1621 : Bandanese volkerenmoord. Jan Pieterszoon Coen moordt de plaatselijke bevolking uit omdat zij tegen het verbod van de VOC in, toch nootmuskaat bleven verkopen aan Portugezen en Britten.
- 1622 : Slag bij Macau. De Nederlanders slagen er niet in de stad op de Portugezen te veroveren.
- 1623 : Ambonse Moord. Gouverneur Herman van Speult van de VOC laat onder andere tien Britten executeren op last van samenzwering.
- 1624 : Nederlands-Formosa. Martinus Sonck neemt de macht over in de VOC-vestiging op de Pescadores (Penghu). Sonck moet in dat jaar capituleren voor een Chinese overmacht. De Nederlanders dienen Penghu te verlaten, maar mogen zich vestigen op Formosa. Met Chinese hulp wordt het fort op Penghu afgebroken en wordt het meeste materiaal naar Formosa verscheept om te worden gebruikt voor de bouw van fort Zeelandia.
- 1625 : Nieuw-Amsterdam (Nieuw-Nederland). Aankomst van de Nieu Nederlandt, een schip gecharterd door de West-Indische Compagnie, bij het eiland Manhattan. Aan boord zijn er een dertigtal Zuid-Nederlandse families: de meeste zijn Walen vergezeld door een aantal Vlamingen.
- 1626 : De Waal Pierre Minuit ruilt het eiland Manhattan van de Manhattes indianen voor een aantal prullaria. De indianen, die geen eigendom van grond kennen, hebben slechts het gebruiksrecht gegeven.  In 1629 stelt de WIC het patroonschap in, een vorm van bestuur.
- 1627 : Het eiland Barbados wordt een Britse kolonie, de eerste vestiging is Holetown. Ook Saint Kitts (1624) en Nevis (1628) worden gekoloniseerd.
- Door bemiddeling van de schilder Jan Lucasz. van Hasselt sluit de VOC handelsbetrekkingen met Perzië. De compagnie kan een factorij vestigen in Bandar Abbas en opent handelsposten langs de weg naar Isphahan.
- 1628 - De vloot van de West-Indische Compagnie onder Piet Hein boekt een spectaculaire overwinning in de Slag in de Baai van Matanzas voor de kust van het eiland Cuba. Hij onderschept de zilvervloot. Dit laat 11 miljoen gulden in handen vallen van de Republiek der Zeven Verenigde Nederlanden. (
- 1628 : Sultan Agoeng van Mataram op Midden-Java valt zonder succes het Kasteel Batavia aan.

## Wetenschap

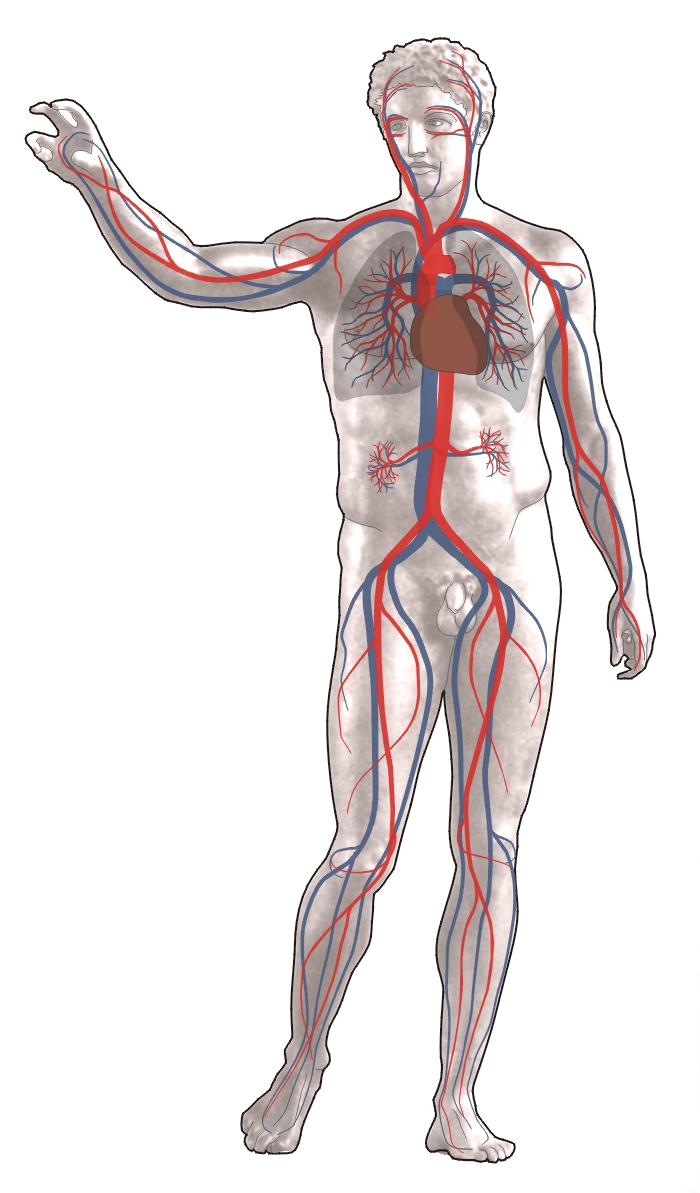
bloedsomloop bij de mens.

- 1628 ; William Harvey publiceert zijn boek exercitatio anatomica de motu cordis et sanguinis in animalibus over de bloedsomloop.

## Kunst en cultuur

### Beeldhouwwerk
- 1622-1625 : Gian Lorenzo Bernini maakt de beeldengroep Apollo en Daphne.

### Muziek
- 1624 : Claudio Monteverdi componeert zijn opera Il combattimento di Tancredi e Clorinda

<< · 1620 · 1621 · 1622 · 1623 · 1624 · 1625 · 1626 · 1627 · 1628 · 1629 · >>
<< · 1600-1609 · 1610-1619 · 1620-1629 · 1630-1639 · 1640-1649 · 1650-1659 · 1660-1669 · 1670-1679 · 1680-1689 · 1690-1699 · >>